# Parastrangalis shikokensis
Parastrangalis shikokensis är en skalbaggsart som först beskrevs av Masaki Matsushita 1935.  Parastrangalis shikokensis ingår i släktet Parastrangalis och familjen långhorningar. Inga underarter finns listade i Catalogue of Life.